# دادگاه عالی اسرائیل

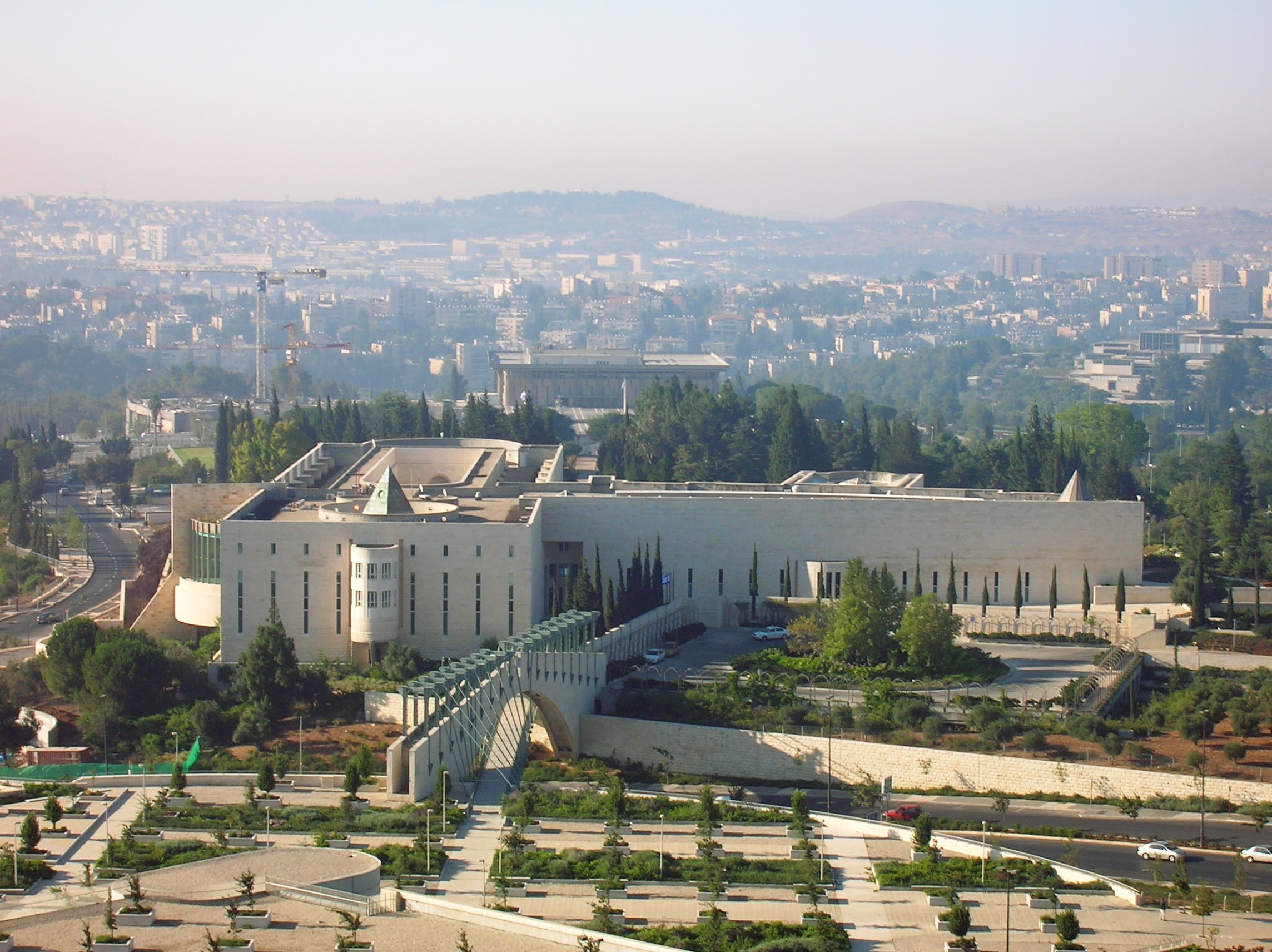
دادگاه عالی اسرائیل

دادگاه عالی اسرائیل (به عبری :בית המשפט העליון) مرکز سیستم دادگاهی و بلندترین مقام قضایی در اسرائیل است و در اورشلیم واقع شده‌است. از دوران باستان تا به امروز عدالت خواهی بخشی جدایی ناپذیر از تمدن یهود بوده است.  حوزه قضایی این دادگاه سراسر اسرائیل و سرزمین‌های اشغال شده توسط اسرائیل است. حکم دیوان عالی در تمام دادگاه‌های اسرائیل غیر از در خود دیوان عالی لازم‌الاجرا است.
این اصل یک رویه قضایی الزام‌آور در اسرائیل است. این دیوان عالی می‌تواند به عنوان دادگاه استیناف و دادگاه رسیدگی به امور موضوعی قرارگیرد.
دادگاه در مورد مسائل متعدد مربوط به مناقشه اسرائیل و فلسطین، حقوق شهروندان عرب اسرائیلی و در تبعیض میان گروه‌های یهودی در اسرائیل تصمیم گرفته‌است. این منحصربه‌فرد است که احکام آن می‌تواند در عملیات نظامی نیروهای دفاع اسرائیل دخالت کند.
دیوان عالی اسرائیل از ۱۵ داور تشکیل شده است که توسط رئیس جمهور اسرائیل بر اساس پیشنهاد کمیته انتخاب دادستانی منصوب می‌شوند. پس از منصوب شدن، داوران تا سن ۷۰ سالگی به جا می‌مانند، مگر اینکه استعفا دهند یا از سمت خود برکنار شوند. در حال حاضر، ریاست دیوان عالی خالی است پس از بازنشستگی استر هایوت. بنابراین، نایب رئیس دیوان عالی، اوزی ووگلمن به عنوان رئیس فعلی خدمت می‌کند. دیوان در مجموعهٔ دولتی گیوات رام در جایگاهی واقع شده است که حدود نیم کیلومتر از مجلس اسرائیل، کنست، فاصله دارد.
زمانی که به عنوان دیوان عالی دادرسی می‌کند (به عبری: בֵּית מִשְׁפָּט גָּבוֹהַּ לְצֶדֶק، בג"ץ)، دیوان بر قانونی بودن تصمیمات مقامات دولتی تصمیم می‌گیرد؛ از جمله تصمیمات دولت، مقامات محلی و سایر نهادها و اشخاصی که طبق قانون وظایف عمومی انجام می‌دهند، و همچنین به چالش‌های مستقیم در قانونی بودن قوانین تصویب شده توسط کنست پاسخ می‌دهد. دیوان ممکن است اقدامات مقامات دولتی خارج از اسرائیل را نیز بازبینی کند.
با اصل تصمیمات پیشینه ملزم (stare decisis)، تصمیمات دیوان عالی اسرائیل بر تمامی دیگر دادگاه‌ها ملزم هستند، به جز خود دیوان عالی. در طی سال‌ها، این دیوان دربارهٔ مسائل حساس متعددی تصمیم گرفته است، برخی از آنها مربوط به منازعات اسرائیل و فلسطین، حقوق شهروندان عرب و تبعیض بین گروه‌های یهودی در اسرائیل است.
در تاریخ ۲۴ ژوئیه ۲۰۲۳، کنست پروژه قانونی درباره استاندارد معقولیت را به تصویب رساند، به‌طور خاص به منظور پیشگیری از "بررسی معقولیت تصمیم دولت، نخست وزیر یا هر وزیر دیگر" توسط دیوان عالی،که می‌تواند نقش دیوان عالی را در بررسی اقدامات آتی دولت کاهش دهد. در تاریخ ۱ ژانویه ۲۰۲۴، دیوان عالی با تصمیم ۸ به ۷ این تغییر را لغو کرد.

## گمارش
مستشاران دیوان عالی کشور توسط کمیته انتخاب قضایی تعیین می‌شود.
کمیته انتخاب از ۹ نفر تشکیل شده‌است: ۳ مستشار دیوان عالی کشور (شامل رئیس دیوان عالی)، دو وزیر کابینه (یکی از آن‌ها وزیر دادگستری باشد)، دو اعضای کنست و دو نماینده کانون وکلای اسرائیل.
این کمیته به ریاست وزیر دادگستری است.
سه ارگان دولتی -قوه مقننه، اجراییه و قضایی دولت - همچنین کانون وکلا در کمیته نامزدهای قضات نماینده دارند. به این ترتیب، شکل‌دهی به بدنه قضایی، از طریق نحوه انتصاب مقامات قضایی توسط همه مقامات با هم انجام می‌شود.
قضات دیوان عالی توسط رئیس‌جمهور اسرائیل انتخاب می‌شوند، از بین نام‌هایی که توسط کمیته انتخاب قضات پیشنهاد شده است. این کمیته شامل نه عضو است: سه قاضی دیوان عالی (شامل رئیس دیوان عالی)، دو وزیر کابینه (یکی از آنها وزیر دادگستری است)، دو عضو کنست و دو نماینده از انجمن وکلای اسرائیل. برای انتصاب قضات دیوان عالی، نیاز به رأی اکثریت ۷ نفر از ۹ عضو کمیته است، یا دو نفر کمتر از تعداد حاضر در جلسه.
تمامی نامزدهایی که برای انتصاب به دیوان عالی معرفی می‌شوند، باید حداقل پنج سال تجربه در دیوان ناحیه یا حداقل ده سال تجربه حرفه‌ای حقوقی داشته باشند، که حداقل پنج سال از آن‌ها باید در حرفه وکالت در اسرائیل بوده باشد. این الزامات ممکن است برای افرادی که به عنوان "حقوقدان برجسته" شناخته شده‌اند، معاف شوند، اگرچه این دسته ویژه فقط یک‌بار برای یک انتصاب استفاده شده است.
قوانین دولتی از جمله نهادهای تشریعی، اجرایی و قضایی همچنین انجمن وکلا در کمیته نامزدهای قضات نماینده می‌شوند. بنابراین، شکل‌دهی به بدنه قضایی از طریق روش‌های انتصاب قضات توسط تمامی این ارگان‌ها به صورت مشترک انجام می‌شود.
قضات دیوان عالی نمی‌توانند به جز با تصمیم دیوان اخلاقی، که از جانب قضات توسط رئیس دیوان عالی منصوب می‌شوند، یا با تصمیم کمیته انتخاب قضات - به پیشنهاد وزیر دادگستری یا رئیس دیوان عالی - با توافق هفت از نه عضو خود، از مقام خود برکنار شوند.
برای انتصاب به عنوان قاضی دیوان عالی، افراد زیر ویژه شناخته می‌شوند: کسانی که حداقل پنج سال به عنوان قاضی دیوان ناحیه خدمت کرده‌اند، یا افرادی که در لیست وکلا ثبت شده‌اند یا حق دارند ثبت شوند و حداقل ده سال به صورت مداوم یا وقفه‌دار - که حداقل پنج سال از آن‌ها باید در اسرائیل باشد - به حرفه وکالت پرداخته‌اند، در سمت قضایی یا سایر مسائل حقوقی در خدمت دولت اسرائیل یا سایر خدمات مشخص‌شده در مقررات در این زمینه فعالیت کرده‌اند، یا در دانشگاه یا مؤسسه آموزش عالی به تدریس حقوق مشغول بوده‌اند. یک "حقوقدان برجسته" نیز می‌تواند به دیوان عالی منصوب شود.
تعداد قضات دیوان عالی توسط قرارداد کنست تعیین می‌شود. در حال حاضر، ۱۵ قاضی دیوان عالی وجود دارند.
ریاست دیوان عالی و ریاست کل نظام قضایی به‌طور کلی توسط رئیس دیوان عالی و معاون انجام می‌شود. یک قاضی تا سن ۷۰ سالگی خدمت می‌کند یا در صورت استعفا، فوت، منصوب شدن به یک مقام که منجر به ناتوانی از ادامه خدمت به عنوان قاضی می‌شود یا برکناری از مقام قاضی می‌شود.

## قضات
تعداد قضات دیوان عالی به وسیله تصمیم کنست تعیین می‌شود. در حال حاضر دیوان عالی ۱۵ فاضی دارد.
در راس دیوان عالی و راس سیستم قضایی به عنوان یک مجموعه رئیس دیوان عالی و در کنارش قائم مقام رئیس دیوان ایستاده است.
دوره یک قاضی وقتی که به سن هفتاد سالگی می‌رسد، استعفا می‌دهد، می‌میرد به موقعیتی دیگر منصوب می‌شود که او را فاقد شرایط لازم می‌داند یا از مسولیتش حذف می‌شود پایان میابد.

### قضات عرب
- عبدالرحمن زعبی (عربی: عبدالرحمن زعبي؛ زاده: ۱۹ نوامبر ۱۹۳۲ - درگذشته: ۱۲ سپتامبر ۲۰۱۴) قاضی اهل اسرائیل بود. وی یکی از ۴۸ شخصیت عرب معروف می‌باشد. او نایب «دادگاه مرکزی» در «الناصره» بود و در هنگام تصدی این پست در دادگاه عالی تنها شخصیت عرب در این موضع بوده‌است. وی درس حقوق و اقتصاد را در «دانشگاه تل‌آویو» گذراند و سال ۱۹۵۸ آنرا به پایان رساند. وی در سن ۸۱ سالگی درگذشت.
- خالد کبوب (عربی: خالد کبوب، عبری: חאלד כבוב، زاده ۱۹۵۸) یک قاضی عرب اسرائیلی است. کبوب در سال ۲۰۲۲ در دادگاه عالی اسرائیل منصوب شد و اولین عضو مسلمان آن شد. خالد کبوب در شهر یافا به یک خانواده مسلمان متولد شد. پدرش راننده اتوبوس در شرکت اتوبوس‌های دان بود.[1] پس از فارغ التحصیلی از دبیرستان در سال ۱۹۷۵، وی در دانشگاه تل‌آویو تحصیلات خود را آغاز کرد و در سال ۱۹۸۱ مدرک لیسانس در رشته تاریخ و اسلام و در سال ۱۹۸۸ مدرک لیسانس حقوق را به دست آورد. در سال ۲۰۱۱، وی مدرک کارشناسی ارشد در حقوق تجاری را با افتخار از دانشگاه‌های تل‌آویو و دانشگاه کالیفرنیا، برکلی دریافت کرد.[۷]از سال ۱۹۸۹ تا ۱۹۹۷، وی به عنوان وکیل در حقوق خصوصی فعالیت داشت. در سپتامبر ۱۹۹۷، به عنوان قاضی دادگاه تخصصی نتانیا منصوب شد و در سال ۲۰۰۳ به عنوان قاضی دادگاه ناحیه تل‌آویو منصوب شد. از آن زمان به بعد، وی نیز در دانشگاه بر-ایلان و دانشکده اونو درس‌هایی در حقوق شرکتی و اقتصاد تدریس می‌کند. در اواخر اوت ۲۰۱۰، به عنوان عضو بخش اقتصادی دادگاه منصوب شد.[۸] در سال ۲۰۱۴، به لیست نامزدهای دیوان عالی اضافه شد. کبوب به عنوان یک حقوقدان برجسته در زمینه‌های اقتصادی، حقوقی و جنایی شناخته شده است.[۹]برخی از پرونده‌های معروفی که او بررسی کرده عبارتند از پرونده تجارت‌گر بزرگ نوچی دانکنر، که او را به دو سال زندان و جریمه ۸۰۰٬۰۰۰ شکل به خاطر تقلب بر اوراق بهادار محکوم کرد، و پرونده قضات سابق و مدیر شرکت برق اسرائیل دان کوهن، که او را به شش سال زندان و جریمه ۱۰ میلیون شکل به خاطر کلاهبرداری، نقض اعتماد و مانع‌شدگی از دسترسی به عدالت محکوم کرد.[۱۰]

## قضات حال حاضر
از ۳۱ می ۲۰۱۲، برخی قضات دیوان عالی به شرح زیر هستند:
- آشر گرونیس، رئیس
- میریام نائور، قائم مقام رئیس
- الیاخیم روبنشتاین
- سلیم جبران
- حنان مکلر
- یورام دان زیگر
- نیل هندل
- اوزی ووگلمن
- یوری شوهام

## وظایف
دادگاه فرجام خواهی
به عنوان یک دادگاه استیناف، دادگاه عالی به دعوی‌هایی دراستیناف (هم حقوق و هم کیفری) در قضاوت و دیگر تصمیمات دادگاه‌های منطقه‌ای رسیدگی می‌کند.
همچنین به فرجام‌های قطعی و انواع مختلف تصمیمات شبه قضایی، مانند موضوعات مرتبط با مشروعیت انتخابات کنست و قوانین انضباطی کانون وکلا رسیدگی می‌کند.

## رئیس دادگاه
در یک دعوی که در آن رئیس جمهور دیوان عالی کشور یکی از اعضاء است، رئیس دیوان عالی رئیس دادگاه است، در یک مورد که در آن معاون رئیس دیوان یکی از اعضاء است و رئیس دیوان حضور ندارد، معاون رئیس، رئیس دادگاه است. رئیس دادگاه در هر دعوی دیگر، قاضی با بیشترین طول خدمت است. طول خدمت، برای این منظور، از تاریخ انتصاب قاضی برای دیوان عالی کشور محاسبه می‌شود.

## مداخله
در دهه ۱۹۸۰ و سپس دهه ۱۹۹۰، دیوان عالی کشور نقش خود را به عنوان یک حامی حقوق بشر، مداخله برای تضمین آزادی بیان و آزادی برای راهپیمایی کردن، کاهش سانسورهای نظامی، محدود کردن استفاده از روش‌های خاص نظامی و ترویج برابری بین بخش‌های مختلف است از جمعیت بنیان نهاد.

## ساختمان دادگاه عالی

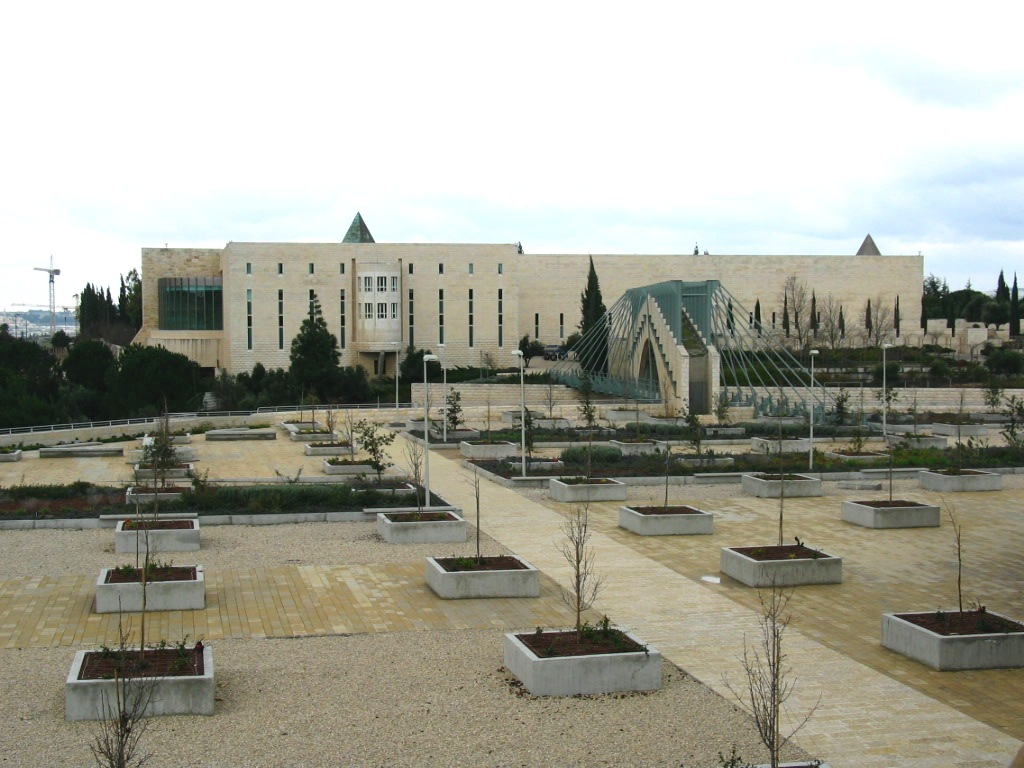
نمای جانبی ساختمان

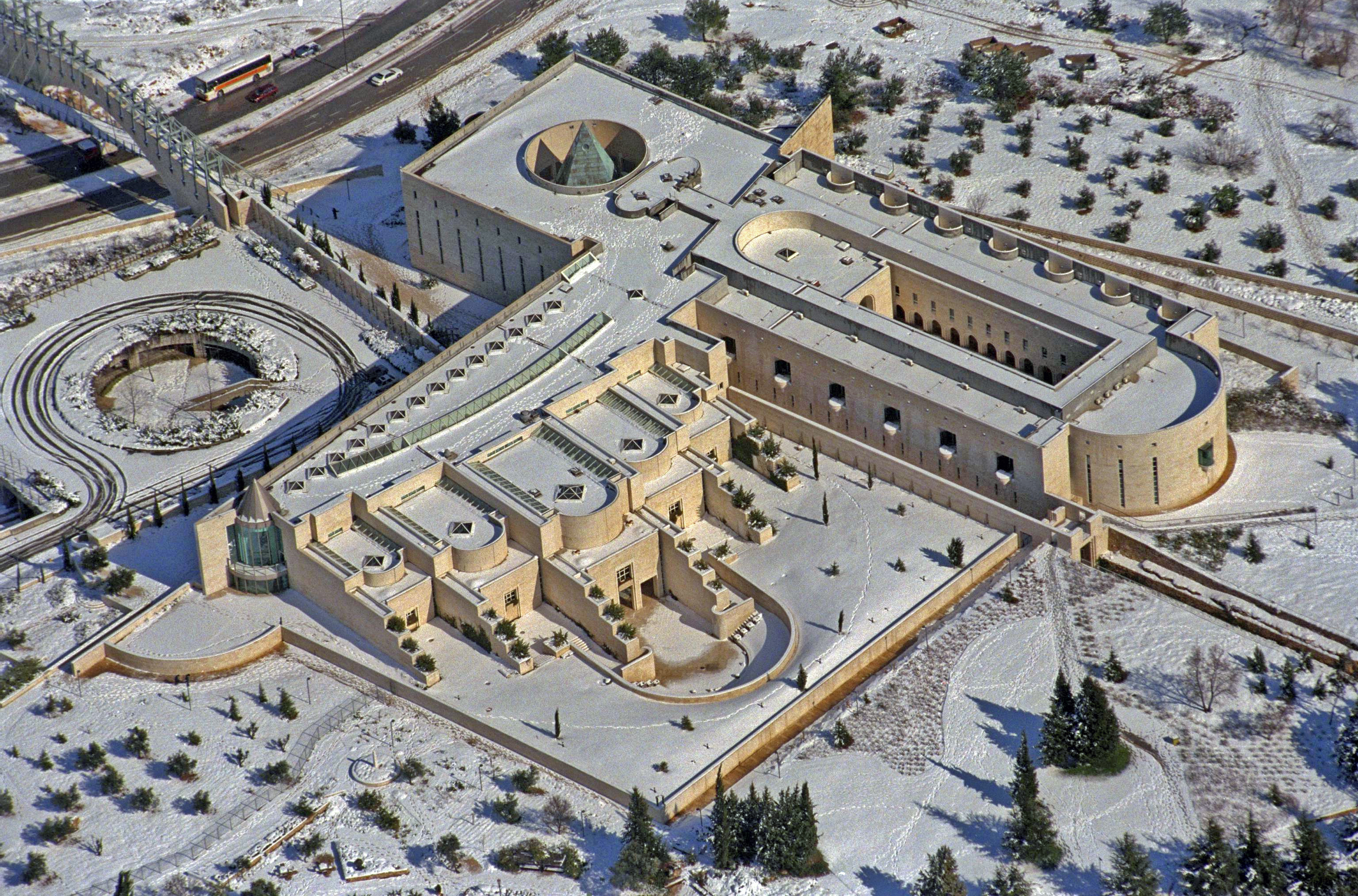
عکس هوایی از ساختمان دیوان عالی پوشیده از برف

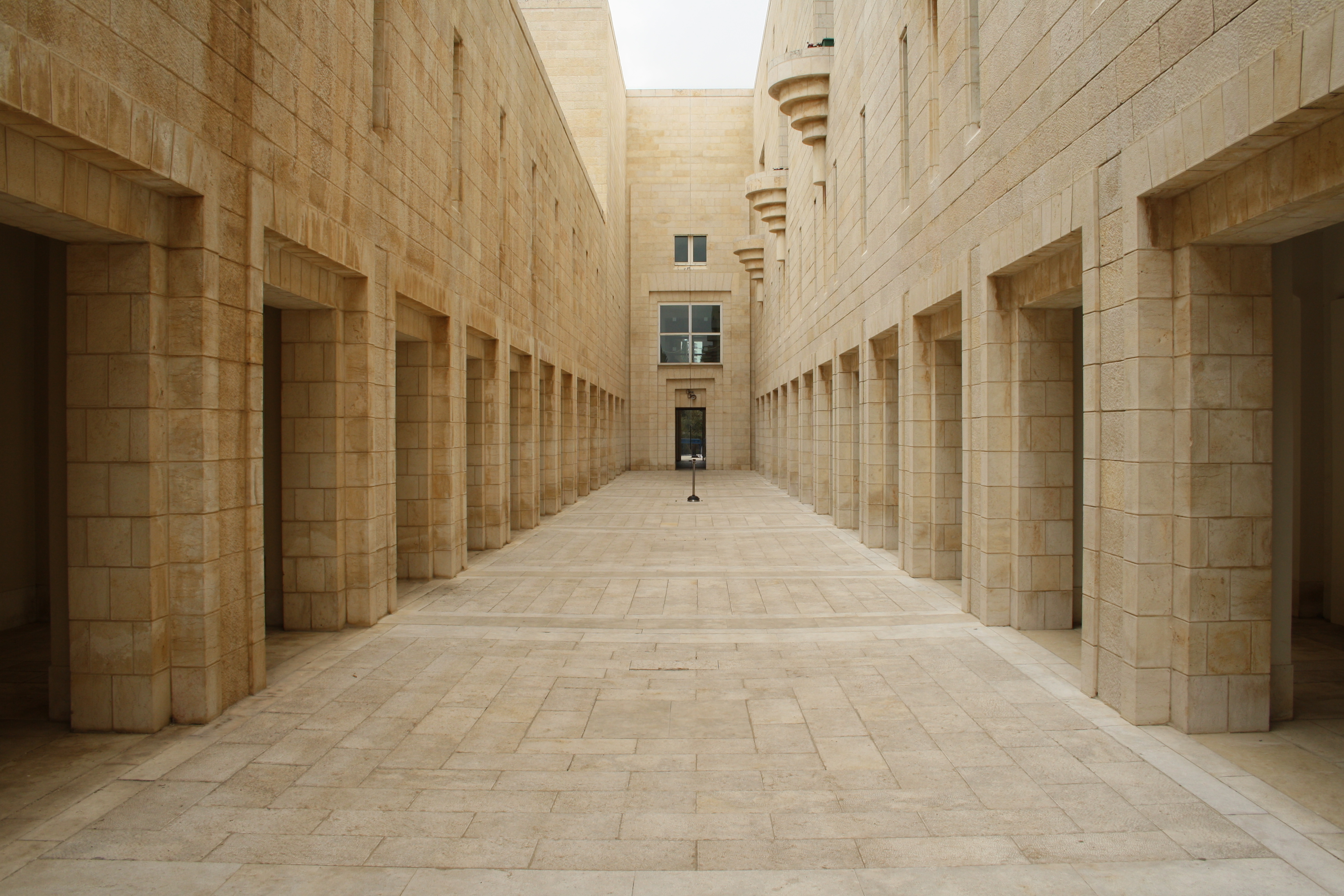
سالن راهرو دیوان عالی کشور

این ساختمان توسط دوروتی دو روچیلد به اسرائیل اهدا شد. در خارج از اتاق رئیس‌جمهور نامه خانم روچیلد به نخست وزیر شیمون پرز که قصد خود را برای اهدای یک ساختمان جدید برای دیوان عالی کشور نوشته است، نمایش داده می‌شود.
ساختمان توسط رام کریمی و آدا کریمی طراحی شده‌است و در سال ۱۹۹۲ افتتاح شد. بر طبق سخنان ران شکوری کارشناس، ساختمان "یک تلاش جدی برای تقابل با سنت ساختمان‌های محلی است."
این ساختمان ترکیبی از فضاهای بسته و باز؛ قدیمی و جدید، خطوط و دایره است در حالی که نزدیک می‌شوی به کتابخانه دیوان عالی کشور، وارد منطقه هرم می‌شوی، یک فضای بزرگ که به عنوان یک نقطه عطف قبل از ورود به دادگاه به کار رفته‌است. این فضای بی سر و صدا به عنوان " دروازه خانه " درونی ساختمان دیوان عالی عمل می‌کند. این هرم از آرامگاه زکریا و آرامگاه ابشالوم در دره کیدرون در اورشلیم الهام گرفته شده‌است. نور طبیعی وارد پنجره در راس هرم می‌شود، و دایره‌های نور خورشید بر روی دیواره‌های داخل و روی زمین را تشکیل می‌دهد.